# Чорнакец, Ева-Мария
Е́ва-Мари́я Чо́рнакец (в.-луж. Jěwa-Marja Čornakec, нем. Eva-Maria Zschornack, 8 января 1959 года, Рэкельвиц, ГДР) — лужицкая детская писательница, редактор и драматург. Пишет на верхнелужицком, нижнелужицком и немецком языках.

## Биография
Родилась 8 января 1959 года в селе Рэкельвиц (Ворклецы) недалеко от города Баутцен. Детство провела в селе Вотров, где окончила начальную школу. Среднюю школу окончила в селе Панчицы-Куков и в 1977 году — гимназию в Баутцене.
С 1977 года по 1980 год обучалась в профессиональной библиотечной школе в Лейпциге, после чего в течение четырёх лет работала библиотекарем в Сербсколужицком педагогическом училище в Баутцене. С 1985 года по 1990 год обучалась в Лейпцигском университете на факультетах сорабистики и культурологии. В 1990—1991 годах работала научным сотрудником в Институте сербсколужицкого народоведения в Баутцене.
С 1992 года работает редактором лужицкого журнала «Rozhlad». 4 июля 2011 года получила премию имени Якуба Чишинского за достижения в лужицкой детской литературе и драматургии.

## Литературное творчество
Дебютировала как новеллистка, одержав победу в литературном конкурсе «Молодое перо» в 1982 году. В 1999 году выпустила сборник рассказов и новелл «Hołbik čornej nóžce ma» (Чёрные лапки голубка). В 1994 году издала первую детскую книгу в стиле фэнтези «Potajnstwo zeleneho kamjenja» (Тайна зелёного камня) и в 1996 году — детскую книгу «Matej w štwórtej dimensiji» (Матвей в четвёртом измерении).
Написала четыре детских мюзикла в верхнелужицкой и немецкой версиях «Myška w mróčelach» (Мишка в облаках) в 2001 году, « (Украденная корона) в 2003 году, Zakuzłana sroka» (Очарованная сорока) в 2004 году и «Zmiječk Paliwak» (Змеёныщ Дракон) в 2010 году.
В 2009 году написала пьесу «W sćinje swěčki», которая была поставлена 21 марта 2009 года на сцене Немецко-сербсколужицкого народного театра в Баутцене.

### Сочинения
- «Potajnstwo zeleneho kamjenja». Ludowe nakładnistwo Domowina, Budyšin 1994. ISBN 978-3-7420-1596-9;
- «Matej w štwórtej dimensiji». Ludowe nakładnistwo Domowina, Budyšin 1996. ISBN 978-3-7420-1657-7;
- «Myška w mróčelach». Ludowe nakładnistwo Domowina, Budyšin 2001. ISBN 978-3-7420-1874-8;
- «Zakuzłana sroka». Ludowe nakładnistwo Domowina, Budyšin 2004. ISBN 978-3-7420-1975-2;
- «Kak je wroblik Frido lětaś nawuknuł». Ludowe nakładnistwo Domowina, Budyšin 2006. ISBN 978-3-7420-2050-5, ISBN 978-3-7420-2041-3;
- «Kak je myška Pip-pip płuwać nawuknyła». Ludowe nakładnistwo Domowina, Budyšin 2007. ISBN 978-3-7420-2083-3, ISBN 978-3-7420-2084-0;
- «Kak je žabka Šlapka spěšnje skakać nawuknyła». Ludowe nakładnistwo Domowina, Budyšin 2008. ISBN 978-3-7420-2103-8, ISBN 978-3-7420-2104-5;
- «W sćinje swěčki», пьеса, 2009;
- «Kak je jěžik Kałačik skónčnje spać nawuknył». Ludowe nakładnistwo Domowina, Budyšin 2009. ISBN 978-3-7420-2133-5, ISBN 978-3-7420-2134-2;
- «Zmiječk Paliwak». Ludowe nakładnistwo Domowina, Budyšin 2010, ISBN 978-3-7420-2169-4;
- «Kleine sorbische Ostereierfibel», 2010;
- «Wroblik Frido a jeho přećeljo». Ludowe nakładnistwo Domowina, Budyšin 2011, ISBN 978-3-7420-2205-9;
- «Kak su šwjerce kólasowaś nawuknuli». Ludowe nakładnistwo Domowina, Budyšin 2011, ISBN 978-3-7420-2204-2;
- «Za sydom durjemi», пьеса, 2012;
- «Chodźić po rukomaj», драма, 2014.